# Moraea pallida
Moraea pallida är en irisväxtart som först beskrevs av John Gilbert Baker, och fick sitt nu gällande namn av Peter Goldblatt. Moraea pallida ingår i släktet Moraea och familjen irisväxter. Inga underarter finns listade i Catalogue of Life.